# Résidence de la famille Muslibegović
La résidence de la famille Muslibegović est située en Bosnie-Herzégovine, sur le territoire de la ville de Mostar. Construite dans la seconde moitié du XVIIIe siècle, elle est inscrite sur la liste des monuments nationaux de Bosnie-Herzégovine.
Elle est aujourd'hui transformée en hôtel et en musée.